# لويس كونينيونيز
لويس كونينيونيز (بالإسبانية: Luis Quiñónez)‏ هو لاعب كرة قدم كولومبي في مركز الوسط، ولد في 5 أكتوبر 1968 في توماكو في كولومبيا. شارك مع منتخب كولومبيا لكرة القدم. أما مع النوادي، فقد لعب مع أتليتيكو بوكارامانغا وأونس كالداس وديبورتيس توليما وديبورتيفو باستو ونادي ميلوناريوس.

## وصلات خارجية
- لويس كونينيونيز على موقع قاعدة بيانات كرة القدم.إي يو (الإنجليزية)
- لويس كونينيونيز على موقع ناشيونال فوتبول تيمز (الإنجليزية)
- لويس كونينيونيز على موقع عالم كرة القدم.نت (الإنجليزية)